# 160556 Greenaugh
160556 Greenaugh este o planetă minoră (asteroid) din centura de asteroizi. A fost descoperită pe 14 septembrie 1998 la Experimental Test Site⁠(d) de Lincoln Near-Earth Asteroid Research. 
Obiectul prezintă o orbită caracterizată de o semiaxă mare de 2,7244907241512 UAi, o excentricitate de 0,25606137769096, o înclinație de 17,296396236464 ° în raport cu ecliptica.